# Chío
Chío es una de las entidades de población que conforman el municipio de Guía de Isora, en la provincia de Santa Cruz de Tenerife —Canarias, España—.

## Geografía
Chío es la principal entidad del noroeste del término municipal. Está situada a 680 m s. n. m., en el llamado malpaís de Isora y distante tres kilómetros del casco urbano de Guía de Isora. Dista de la capital de la isla noventa y cuatro kilómetros por la ruta del norte y noventa y siete por la del sur. Asimismo se halla comunicado con Santa Cruz a través de las Cañadas del Teide mediante la denominada vía dorsal, con Arguayo y Santiago del Teide por carretera insular y con Alcalá.
Está formado por los núcleos de Chío y Chiguergue.
Este pueblo se asienta en un terreno dominado por la lava, en el que se puede encontrar desde áridas parcelas plagadas de tuneras (Opuntia sp.), tabaibas (Euphorbia lamarckii), magarzas (Argyranthemum frutescens) y almendros, hasta bosques de pino canario (Pinus canariensis). Esto se debe a que sus dominios se extienden desde zonas casi costeras a 300 metros de altura hasta zonas cercanas al Teide.

## Demografía
| Año        | 2000  | 2005  | 2010  | 2015  | 2020  |
| ---------- | ----- | ----- | ----- | ----- | ----- |
| Habitantes | 1 969 | 2 168 | 2 275 | 2 155 | 2 275 |

## Historia y patrimonio

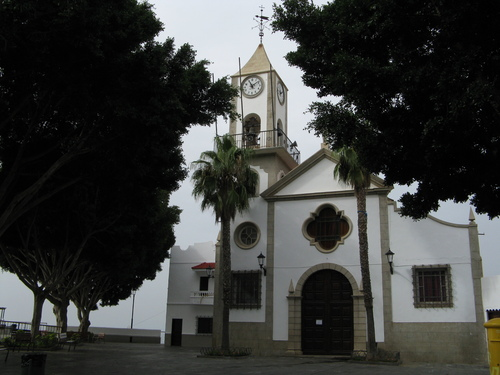
Iglesia de Chío.

Entre los edificios emblemáticos del pueblo destaca la iglesia. La primera ermita con la que se contó en el pueblo fue una construcción del siglo xvii, pero esta fue derribada porque se había quedado pequeña para el número de feligreses, a pesar de que había sufrido modificaciones para adaptarse a las diferentes épocas. En su lugar se construyó en 1960 la iglesia de san Juan bautista de Chío con dinero de los vecinos. En su interior se encuentran dos imágenes de especial belleza: nuestra señora de la Paz y san Juan bautista. Sin embargo, existen más imágenes que no pasan inadvertidas como la imagen de san Antonio abad, nuestra señora del Coromoto, san Juanito, santa Cecilia o ciertas imágenes y pinturas relacionadas con los diferentes episodios de la Semana Santa.
Las edificaciones de los alrededores de la plaza son características del medio rural. Dichas viviendas fueron levantadas por humildes peones basándose en su propia experiencia. Tenían una planta rectangular, en la parte inferior se disponía la cocina y habitaciones de uso cotidiano (para guardar el trigo, las almendras, los higos pasados, etc.), además de reservar un lugar para los aperos de labranza. Mientras, en el piso superior se preparaban los dormitorios, a los que se accedía por una escalera exterior de madera. Se sitúan sobre todo en las calles de La Palma, San Juan y Évora Franquis, aunque también en la calle de La Sabina y el Atajo.

## Economía
La economía del pueblo está históricamente vinculada al agua, que llegó al pueblo de Chío a través de cañería en 1902, gracias al tesón de un vecino, José Evora Franquis, quien no dudó en emplear su presupuesto particular para conseguirla.
La principal fuente de beneficios de la población recae en la agricultura y en el sector servicios. Chío es un pueblo con características singulares, con una alta proporción de agricultores de tipo medio. Es una de las principales zonas agrícolas del municipio, con tomateros, almendros, higueras, flores y plataneras; destacan los tomates de tardíos en la zona media, entre 500 y 700 m. sobre todo, y la platanera y tomate temprano de costa. 
En la localidad se encuentra la cooperativa de Nuestra Señora de La Paz, dedicada a la exportación de productos agrarios. Esta cooperativa fue fundada en 1967 a partir de la asociación de un grupo de agricultores para comercializar sus productos, ya que anteriormente estos se vendían a compradores de la zona que después empaquetaban el género en el norte.
Desde una perspectiva turística, el turista puede alojarse en las diferentes casas rurales que brinda el pueblo, recorriendo sus senderos para disfrutar de las vistas a la montaña (Teide, Pico Viejo y montes de Vilaflor) y al mar (donde podrá observar sin dificultad las islas vecinas de La Gomera y La Palma).

## Fiestas

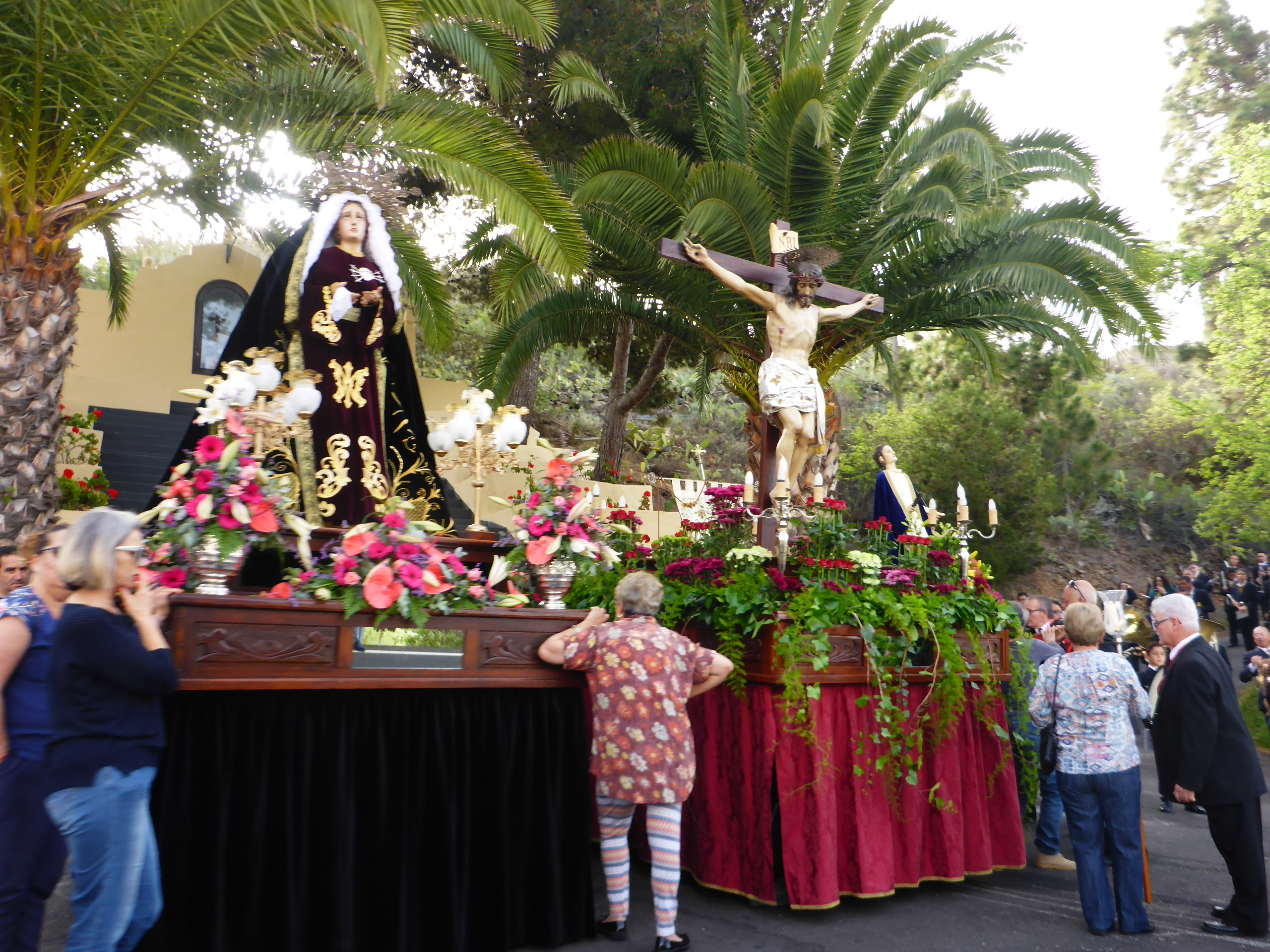
Procesión del Viernes Santo.

Chío celebra su fiesta en honor de San Juan Bautista y la virgen de la Paz durante dos semanas a finales del mes de junio, celebrando con hogueras y fuegos artificiales la víspera del 23 de junio.
Otras festividades del pueblo de Chío son:
- San Antonio Abad, el 16 de enero. Famosa por la romería en honor al santo.

- Virgen del Coromoto, a finales de octubre, donde se mezcla la cultura venezolana con la canaria.

- San Andrés, a finales de noviembre. La fiesta de san Andrés de Chío es única en el municipio y a su vez en el sur de Tenerife. Es una tradición típica de la isla en la que la gente se lanza por unas pendientes con tablas u otros utensilios dejándose deslizar hasta el final. Pero en Chío surge una peculiaridad puesto que las personas que se lanzan no lo hacen con simples tablones, sino que con meses de antelación crean unos carros muy elaborados a los que les ponen ruedas, luces, equipos de música y diversos artilugios para divertir a los cientos de personas que cada año acuden desde toda la isla de Tenerife a verlos.[2]

- Semana Santa.

## Comunicaciones

### Transporte público
En autobús —guagua— queda conectada mediante la siguiente línea de TITSA:
| Línea | Trayecto                                                              | Recorrido     |
| ----- | --------------------------------------------------------------------- | ------------- |
| 460   | Icod de los Vinos - Guía de Isora (estación) - Costa Adeje (estación) | Horario/Línea |
| 462   | Guía de Isora - Valle Santiago - Los Gigantes por Tamaimo             | Horario/Línea |